# Terence Tao
Terence Chi-Shen Tao (陶哲軒) FRS (Adelaida, Austràlia, 17 de juliol de 1975) és un matemàtic australià que treballa principalment en anàlisi harmònica, equacions en derivades parcials, combinatòria, teoria analítica de nombres i teoria de representació. És catalogat actualment com la persona més intel·ligent de tot el món, amb un quocient intel·lectual de 230 punts.
Terence va ser un nen prodigi, i en l'actualitat treballa com a professor de matemàtica a l'UCLA. Va ser ascendit a professor catedràtic amb 24 anys. L'agost de 2006, va rebre la Medalla Fields. Un mes després, al setembre de 2006, va rebre una Beca MacArthur.

## Vida
Tao va néixer el 17 de juliol de 1975 a Adelaida, Austràlia Meridional, Austràlia. Els seus dos pares són d'ètnia han. Tots dos són immigrants de primera generació a Austràlia, provinents de Hong Kong. El seu pare, Tao Xiangguo (陶象國; Romanització Yale: tòuh jeuhng gwok; pinyin: Táo XiangGuo) és un pediatre i la seva mare, que posseeix un grau de la Universitat de Hong Kong, era una professora de secundària de matemàtiques a Hong Kong.
El seu pare ha afirmat davant la premsa que, amb dos anys, durant una reunió familiar, Tao li va ensenyar matemàtiques i anglès a un nen de cinc anys. Quan el seu pare li va preguntar com coneixia els nombres i les lletres, va dir que els havia après a Sesame Street.
Actualment viu amb la seva dona i el seu fill a Los Angeles, Califòrnia. Tao té dos germans, incloent-hi a Trevor Tao, un jugador d'escacs que està entre els deu millors d'Austràlia i resideix a Adelaide, Austràlia.

## Nen prodigi
Tao va mostrar habilitats extraordinàries per a les matemàtiques a una primerenca edat. Tao assistia a assignatures de matemàtiques de nivell universitari a l'edat de nou anys. És un dels dos únics nens de la història del programa d'Estudi del Talent Excepcional de Johns Hopkins que ha obtingut una puntuació de 700 o superior en la secció de matemàtiques del SAT (un examen estandarditzat per a admissió a les universitats nord-americanes) quan només comptava amb vuit anys (va puntuar 760). El 1986, 1987 i 1988, Tao va ser el participant més jove de la història en l'Olimpíada Internacional de Matemàtica, competint primer amb deu anys i guanyant una medalla de bronze, plata i or respectivament. Amb 14 anys, Tao va començar a assistir al Research Science Institute del MIT. Va rebre la seva graduació bachelor i master (amb 17 anys) de la Universitat Flinders amb Garth Gaudry. El 1992 va guanyar una Beca Fulbright per cursar estudis de postgrau als Estats Units. De 1992 a 1996, Tao va ser un estudiant de grau superior a la Universitat de Princeton sota la direcció d'Elias Stein, rebent la seva PhD a l'edat de 20 anys. Aquest mateix any va entrar en la UCLA.

## Recerca i premis
Va rebre el Premi Salem en 2000, el Premi Bôcher en 2002 i el Clay Research Award en 2003 per les seves contribucions a l'anàlisi, incloent-hi el seu treball sobre la conjectura de Kakeya i sobre els mapes d'ones. En 2005 va rebre el premi Levi L. Conant de la American Mathematical Society juntament amb Allen Knutson i en 2006 va rebre el premi SASTRA Ramanujan.
En 2006, en la vint-i-cinquena edició del Congrés Internacional de Matemàtics, a Madrid, es va convertir en un dels més joves a rebre la Medalla Fields.